# 勇者逆襲 (第二季)
《勇者逆襲：第二季》（英語：Strike Back: Vengeance）是一部由十集組成、於天空第一台和Cinemax播出的英美合拍電視劇。該劇改編自小說家和前空降特勤隊（SAS）士兵克里斯·萊恩的同名小說，同時也是《勇者逆襲》的第二季，由左岸影視製作。該劇的主演包括菲利普·溫徹斯特、蘇利文·斯坦布萊頓、蘿娜·米莎、蜜雪兒·盧卡斯、雷斯漢·史東、連姆·加里根、查爾斯·丹斯和文生·雷根。故事敘述第20小對正在尋找四枚核子觸發器，這些裝置是由非洲大陸的億萬富豪兼慈善家康拉德·諾克斯所掌握。與此同時，史東布里吉打算為死去的妻子復仇，而史考特必須面對一名過去的熟人。
在美國，《勇者逆襲：第二季》於2011年10月確認再度由天空第一台與Cinemax共同製作；該劇於於2012年1月開始拍攝，其取景地多為南非。它於2012年8月17日在美國首播，9月2日在英國首播。

## 演員和角色
- 菲利普·溫徹斯特 飾 麥可·史東布里吉
- 蘇利文·斯坦布萊頓 飾 戴米恩·史考特
- 蘿娜·米莎 飾 瑞秋·道爾頓
- 雷斯漢·史東（英语：Rhashan Stone） 飾 奧利佛·辛克萊少校
- 蜜雪兒·盧卡斯（英语：Michelle Lukes） 飾 茱莉亞·里奇蒙中士
- 連姆·加里根 飾 連姆·巴克斯特
- 查爾斯·丹斯 飾 康拉德·諾克斯
- 文生·雷根 飾 卡爾·馬特洛克
- 娜塔莉·貝克爾（英语：Natalie Becker） 飾 潔西卡·柯爾
- 沙恩·泰勒（英语：Shane Taylor） 飾 克雷格·漢森

## 集數
| 总集数 | 標題   | 導演              | 編劇          | 美國首播日期   | 美國收視 （百萬） | 英國首播日期   | 英國收視 （百萬） |
| ------ | ------ | ----------------- | ------------- | -------------- | ----------------- | -------------- | ----------------- |
| 17     | 第一集 | 比爾·伊格爾斯     | 東尼·聖       | 2012年8月17日  | 0.390             | 2012年9月2日   | 0.770             |
| 18     | 第二集 | 比爾·伊格爾斯     | 東尼·聖       | 2012年8月17日  | 0.390             | 2012年9月9日   | 0.749             |
| 19     | 第三集 | 保羅·威爾斯赫斯特 | 詹姆斯·多梅爾 | 2012年8月24日  | 0.333             | 2012年9月16日  | 0.725             |
| 20     | 第四集 | 保羅·威爾斯赫斯特 | 詹姆斯·多梅爾 | 2012年8月31日  | 0.266             | 2012年9月23日  | 0.693             |
| 21     | 第五集 | 朱利安·福爾摩斯   | 李察·扎迪克   | 2012年9月7日   | 0.325             | 2012年9月30日  | 0.751             |
| 22     | 第六集 | 朱利安·福爾摩斯   | 李察·扎迪克   | 2012年9月14日  | 0.263             | 2012年10月7日  | 0.736             |
| 23     | 第七集 | 麥可·J·巴塞特     | 約翰·辛普森   | 2012年9月21日  | 0.358             | 2012年10月14日 | 0.885             |
| 24     | 第八集 | 麥可·J·巴塞特     | 約翰·辛普森   | 2012年9月28日  | 0.310             | 2012年10月21日 | 0.849             |
| 25     | 第九集 | 比爾·伊格爾斯     | 東尼·聖       | 2012年10月5日  | 0.235             | 2012年10月28日 | 0.821             |
| 26     | 第十集 | 比爾·伊格爾斯     | 東尼·聖       | 2012年10月12日 | 0.249             | 2012年11月4日  | 0.826             |

## 外部連結
- Strike Back （页面存档备份，存于） at Sky1
- Strike Back （页面存档备份，存于） at Cinemax
- 互联网电影数据库（IMDb）上《Strike Back》的资料（英文）